# Margarella antipoda
Margarella antipoda är en snäckart. Margarella antipoda ingår i släktet Margarella och familjen pärlemorsnäckor.

## Underarter
Arten delas in i följande underarter:
- M. a. antipoda
- M. a. hinemoa
- M. a. puysegurensis
- M. a. rosea

## Bildgalleri

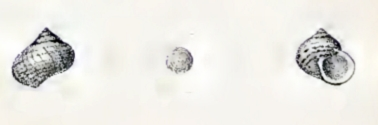